# Louis Rathke
Louis Henry Rathke (Milwaukee, 8 luglio 1883 – Milwaukee, 24 dicembre 1967) è stato un ginnasta e multiplista statunitense.

## Carriera
Rathke partecipò ai Giochi olimpici di Saint Louis 1904 nelle gare di triathlon e ginnastica. Giunse undicesimo nel concorso a squadre, centotreesimo nel concorso generale individuale, cinquantacinquesimo nel triathlon e centoquattordicesimo nel concorso a tre eventi.